# Нахова, Ксения Владимировна
Ксения Владимировна Нахова (род. 20 апреля 2000, Кыллах, Республика Саха) — российская шашистка, серебряный призёр чемпионата Европы 2016 года, международный гроссмейстер. FMJD-Id: 17410.

## Спортивные достижения
В 2015 году Ксения Нахова дебютировала на чемпионате Европы по международным шашкам (рапид) и заняла 7 место из 18 участниц.
Будучи кандидатом в мастера спорта, победила в соревнованиях по международным шашкам на VI Играх «Дети Азии». В 2016 году победила на молодежном чемпионате Европы по международным шашкам и получила звание мастера ФМЖД. В этом же году заняла второе место на чемпионате Европы среди женщин и получила звание международного гроссмейстера.
В 2017 году дебютировала на чемпионате мира и заняла 12 место.
В 2019 году заняла 8-е место.
Тренер Николай Николаевич Кычкин.
Является выпускницей Чурапчинской спортшколы имени Д.П. Коркина.

## Семья
Мама Саргылана Владимировна, отец Владимир Альбертович. Старшая сестра Дарья тоже занималась шашками, ныне дзюдоистка,учится в Институте физкультуры в Якутске.